# راف بالتاساره
راف بالتاساره (ایتالیایی: Raf Baldassarre؛ ‏ ۱۷ ژانویهٔ ۱۹۳۲ – ۱۱ ژانویهٔ ۱۹۹۵) یک بازیگر اهل ایتالیا بود.
از فیلم‌هایی که وی در آن نقش داشته‌است، می‌توان به دانشجو، تارزانا، دختر وحشی، سرباز حرفه‌ای، هرکول، تخم چشم، سکوت بزرگ، به خاطر یک مشت دلار، آریزونا کلت بازمی‌گردد، میهمان، همسر سفیدپوش… عاشق آتشین‌مزاج، ماجراهای هرکول و گلادیاتور رم اشاره کرد.